# Jones Creek
Jones Creek é uma vila localizada no estado norte-americano do Texas, no Condado de Brazoria.

## Demografia
Segundo o censo norte-americano de 2000, a sua população era de 2130 habitantes.
Em 2006, foi estimada uma população de 2122, um decréscimo de 8 (-0.4%).

## Geografia
De acordo com o United States Census Bureau tem uma área de
6,8 km², dos quais 6,8 km² cobertos por terra e 0,0 km² cobertos por água. Jones Creek localiza-se a aproximadamente 4 m acima do nível do mar.

## Localidades na vizinhança
O diagrama seguinte representa as localidades num raio de 12 km ao redor de Jones Creek.